# Vitus (Fahrrad)

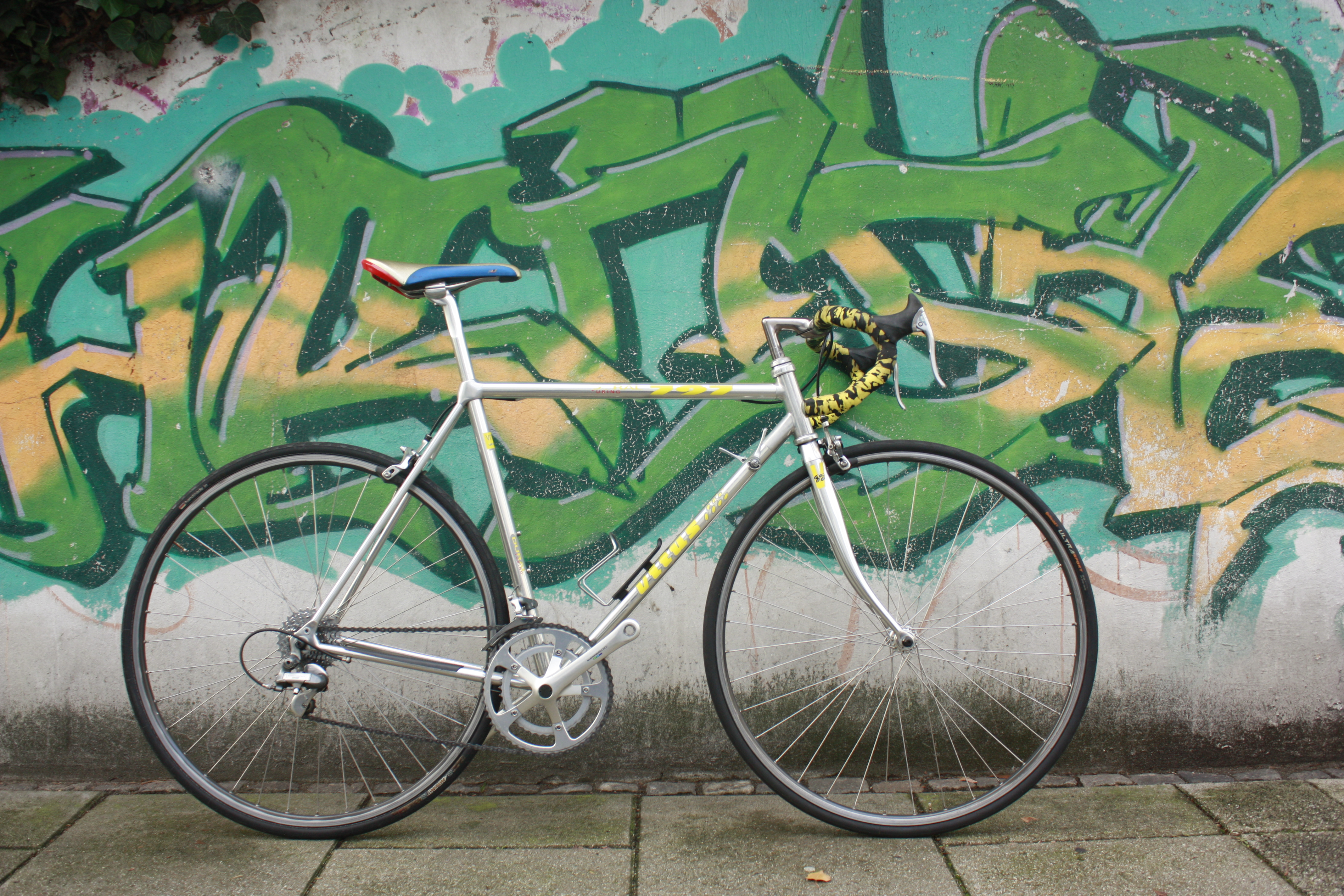
Vitus 797, eines der ersten Rennräder mit Aluminiumrahmen.

Vitus ist ein ursprünglich französischer und heute britischer Fahrradhersteller. Das Unternehmen war einst Vorreiter bei der Entwicklung von Aluminium- und Karbonrahmen.

## Geschichte
Die Wurzeln des Unternehmens liegen in den 1930ern, als die französische Manufaktur Ateliers de la Rive in Saint-Étienne damit begann, ihre Stahlrahmen für Rennräder unter der Marke Vitus zu vertreiben.
Als Teil der Unternehmensgruppe Bador sorgte der Fahrradhersteller vor allem in den 1970ern mit neuartigen Verfahren zur Produktion von Aluminiumrahmen für Aufsehen und war bis in die 1980er damit sowohl im Profi- als auch Amateurbereich äußerst populär. Die in dieser Zeit vom Wettbewerber Mercier vertriebenen Aluminiumrahmen stammten ebenfalls von Vitus, da die eigene Fertigung ausschließlich auf Stahlrahmen ausgerichtet war.
Die ersten Aluminiumrahmen wurden gemufft und die Muffen in die Aluminiumrohre eingeklebt. Die drei eloxierten Hauptrohre (Oberrohr, Unterrohr und Sattelrohr) wurden für Vitus vom französischen Luft- und Raumfahrtunternehmen TVT mit einem Epoxidharz in die Muffen geklebt. Die mit verhältnismäßig schmalen Rohrdurchmessern gebauten Aluminiumrahmen waren zudem äußerst leicht, aber auch sehr weich (Steifigkeit), weshalb sie insbesondere bei leichtgewichtigeren Radfahrern beliebt waren.
1982 entwickelte der Fahrradhersteller das 979 Carbone: Es war einer der ersten tauglichen Versuche, Karbonfaser aus der Flugzeugtechnik für den Fahrradrahmenbau zu adaptieren. Vitus erweiterte später das Produktangebot mit Semi-Monocoque-Rahmen, welche aus mehr als einem Monocoque-Element hergestellt wurden. Der Rennfahrer Sean Kelly fuhr Räder der Marke Vitus und war jahrelang Markenbotschafter des Unternehmens.
Bis in die 1990er lieferte Vitus Rohre auch an andere Fahrradhersteller, u. a. an den Entwickler Jan Janssen. Die Wettbewerber labelten die Rahmen dann meist mit dem eigenen Logo.
2009 verkaufte die Unternehmensgruppe Alvarez den Fahrradhersteller an die Unternehmensgruppe Wiggle mit Sitz in Portsmouth, die vor allem Sportartikel produziert und vertreibt, aber auch Fahrradkomponenten entwickelt.